# Romániai Ágostai Hitvallású Evangélikus Egyház
A Romániai Ágostai Hitvallású Evangélikus Egyház (németül: Evangelische Kirche A.B. in Rumänien, románul: Biserica Evanghelică de Confesiune Augustană din România) Romániában bejegyzett egyház, melynek tagjai elsősorban az Erdélyben illetve Bukarestben élő németek. Az istentiszteleteket német nyelven tartják. Székhelye Nagyszebenben van, az élén 2010. november 27-e óta Reinhart Guib püspök áll. A Lutheránus Világszövetség adatai szerint 12 111 tagja van, a 2011-es népszámlálás során azonban csak 5399 fő vallotta magát az egyházhoz tartozónak. Külön egyházat alkotnak a magyar és szlovák evangélikusok, a kolozsvári központú Romániai Evangélikus-Lutheránus Egyházat.

## Története

### A kezdetek
Az erdélyi szászok körében a reformáció a városokból indult ki; Erdélyben már az 1520-as évek elején ismerték a német reformációs mozgalmat. Johannes Honterus és Valentin Wagner eleinte középen helyezkedtek el a katolikus egyház és a reformáció között, de 1542-ben Brassóban már véghez vitték a liturgia reformját, 1543-ban pedig megjelent Honterus műve, a Reformationsbüchlein für Kronstadt und das Burzenland (Reformációs könyvecske Brassó és a Barcaság számára). 1550-ben a szász univerzitás elhatározta, hogy a Királyföld teljes szász lakossága elfogadja a lutheri tanítást. 1553-ban hivatalba lépett az első evangélikus püspök, Paul Wiener. 1572-ben az egyház a püspöki székhelyt Nagyszebenből Berethalomba tette át.
1563-ban a medgyesi zsinat elhatározta, hogy az egyházi tisztségre jelentkezőknek megfelelő képzettséggel kell rendelkezniük, a tanulmányok időtartamát és jellegét azonban nem határozták meg. A diákok gyakran tanultak valamelyik külföldi (rendszerint német) evangélikus egyetemen, majd visszatértek Erdélybe, ahol először tanítóként dolgoztak, mielőtt egyházi szolgálatba álltak volna. Az evangélikus egyház évszázadokon át a szászok népegyháza, emellett az erdélyi szász iskolaügy védelmezője maradt.

### 19. század

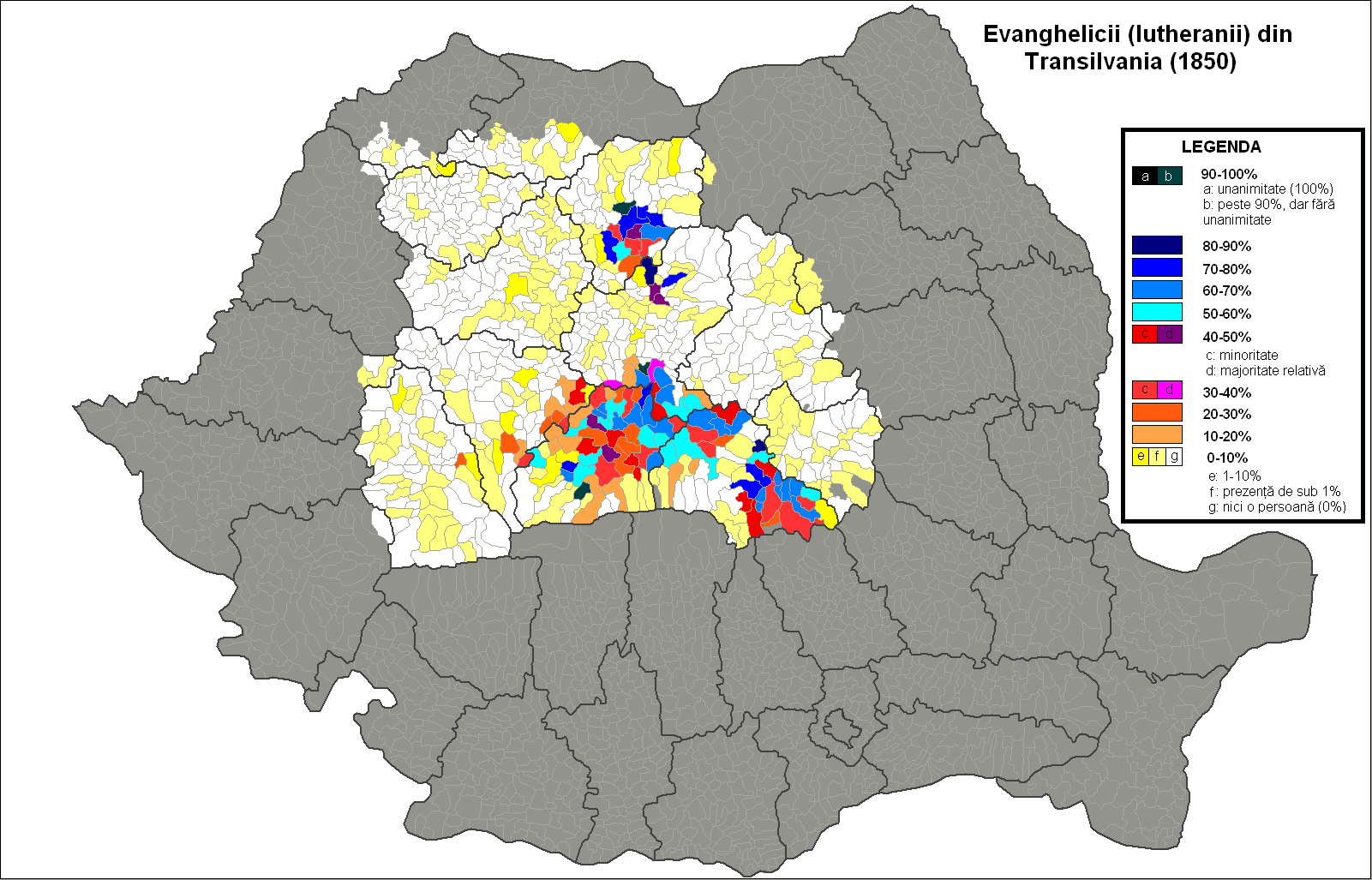
Az evangélikus egyháztagok aránya Erdélyben, 1850

A szoros kapcsolat a német egyetemekkel egészen a 19. század elejéig megmaradt; az erdélyi lutheránus teológusok gyakran tanultak Németországban. Az 1819-es karlsbadi határozatokkal azonban az osztrák kormányzat megtiltotta a német egyetemeken tanulást; a tilalom 1830-ig tartott. A korlátozások nélküli németországi tanulás csak 1848 után vált ismét lehetővé. A teológiai képzés folyamatos biztosítására 1821-ben Bécsben Johann Wächter vezetésével egy teológiai oktatási intézmény létesült, ahol erdélyi evangélikus tanítványokat is szándékoztak oktatni. A papság elégtelen képzése reformtörekvéseket szült, amelyeket az egyetemi szinten nem lehetett véghez vinni, ezért a gimnáziumi oktatásra összpontosítottak. 1837-től az egyházközségek csak teológiai végzettségű lelkészt választhattak.
1872-ben a püspöki székhely ismét Nagyszeben lett. 1876-ban az egyház a megszüntetett szász univerzitás jogutódjaként számos ingatlannal rendelkezett a Királyföldön, kiterjedt birtokokkal, templomokkal, plébániákkal, iskolákkal, városházákkal, de köztük volt a Brukenthal-palota és -gyűjtemény is.

### 1900–1944
1921-ben a magyar többségű egyházközségek kiváltak, és önálló egyházat alapítottak, amely ma Romániai Evangélikus-Lutheránus Egyház néven működik.
A német nemzetiszocialista hatalom idején Romániában a nemzetiszocialista eszmék megnyerték a szegényebb parasztok támogatását, és 1935-től kezdve politikai befolyásra tettek szert. Két szervezetük a Fritz Fabritius vezette Romániai Német Népi Közösség (Deutsche Volksgemeinschaft in Rumänien, DVR) és az Alfred Bonfert és Waldemar Gust által irányított radikálisabb Romániai Német Néppárt (Deutsche Volkspartei in Rumänien) volt. A náci eszmékkel szemben álltak Hans Otto Roth, Rudolf Brandsch, Kaspar Muth és Viktor Glondys püspök. Glondys már egy 1931-es prédikációban szót emelt a rasszista indíttatású "népi teológia" ellen.
1936. január 14-én a Fabritius javaslatára a Romániai Német Népi Közösség kiegyezett az egyház vezetésével, ezt azonban a Romániai Német Néppárt nem fogadta el, és tovább harcolt Glondys és az egyház konzisztóriuma ellen. Azokat az evangélikus papokat, akik nyíltan kiálltak a náci ideológia mellett, mint például Friedrich Benesch, felmentették tisztségükből. Az egyház belső békéjének megőrzésére a konzisztórium 1936 február 14-én kiadott egy körlevelet, amelyben felszólították az egyház és egyházi iskolák összes alkalmazottját, illetve a teológiai és tanári képzésre jelentkezőket, hogy szüntessék meg tagságukat a politikai pártokban és csoportokban. Aki ezt elutasította, fel kellett függeszteni tisztségéből. Az elbocsátott lelkészek egy saját programot állítottak össze, és az ágostai hitvallás 7. és 28. cikkére hivatkozva azt állították, hogy a körlevél nem evangéliumi.
1940 augusztusában Glondys püspök megbetegedett és november végéig külföldön kezelték. 1940. szeptember 27-én a berlini SS-központ Andreas Schmidtet kinevezte a romániai Deutsche Volksgruppe vezetőjévé. 1941. februárban Glondys püspököt nyugdíjba kényszerítették. Utódja, Wilhelm Staedel következetesen a nemzeti szocialista eszmék szolgálatába állította az egyházat; ennek az irányvonalnak a Friedrich Müller püspöki vikárius vezette mozgalom állt ellen.

### 1945–1989
A második világháború után Romániában mintegy 240 000 erdélyi szász élt, ami az ország lakosságának 1%-át tette ki. Az 1948 után berendezkedő kommunista hatalomnak nem volt arra szüksége, hogy a népességnek ezt a nemzetközileg elszigetelt részét – ellentétben az ortodox és római katolikus egyházakkal – figyelembe vegye. A Moszkvából irányított egyházpolitika üldöztetést hozott, de arra is történtek kísérletek, hogy az egyház vezetését a hatalom elvárásának megfelelően alakítsák. 1945. január és 1949. december között "Hitler kollaboránsai"-nak bélyegezve hetven-nyolcvanezer romániai németet deportáltak a Szovjetunióba, majd 1951. júniusban további negyvenezer főt a Bărăganra. Számos erdélyi templomban emléktábla hívja fel a figyelmet ennek a korszaknak a veszteségeire.
Míg a román ortodox egyház kiegyezett a hatalommal, és támogatásáért cserébe különféle privilégiumoknak örvendett, az evangélikus egyház tevékenységét szigorúan a hitéletre szorították, vagyonát kisajátították, és a Securitate megfigyelése alatt állt. Ebben az időszakban az egyház fontos szerepet játszott az erdélyi szászok kulturális identitásának megőrzésében. Friedrich Müller (1945–1969) és Albert Klein (1969–1990) püspököknek sikerült az egyházat belső reformokkal megerősíteni és vezetni, de ehhez a kommunista hatalomnak tett kompromisszumokra volt szükség. Fontos eseménynek számított, hogy az egyház legrégebbi és legfontosabb kiadványa, a Kirchliche Blätter 1973-tól újból megjelenhetett. A szoros személyes együttműködés a Német Szövetségi Köztársaság és Német Demokratikus Köztársaság evangélikus egyházaival, valamint az Egyházak Világtanácsával és a Lutheránus Világszövetséggel külső szellemi és anyagi támogatást biztosított az egyháznak. Különösen az elesettek segítését végző diakóniai munka és Klein erőfeszítései az ökumenikus együttműködésre erősítették az evangélikus egyház pozícióját.

### 1990 óta
Az erdélyi németek kivándorlása Németországba, amely az 1970-es években kezdődött a romániai németek kivásárlásával, 1990-től tömegessé vált, így az evangélikus egyház szórványegyházzá alakult át. Míg 1989 előtt az egyháznak mintegy százezer tagja volt, ez a szám 1996-re tizenkilencezerre csökkent. Az egyház vezetése tehetetlenül állt a jelenséggel szemben, és tudomásul kellett vennie a veszteséget. A kilátástalanság miatt a legtöbb lelkész és pedagógus is elhagyta az országot. Ebben a nehéz átmeneti időszakban választották püspökké 1990-ben Christoph Kleint. Christoph Klein nyugalomba vonulásával utódjává Reinhart Guibot választották püspökké 2010. november 27-én.

## Szervezete
Az alapvető döntéseket a hitéletet valamint az egyház jog- és pénzügyeit illetően az egyház közgyűlése (Landeskirchenversammlung) hozza meg, amely évente egyszer, novemberben ülésezik.
Az egyházat több egyházkerület alkotja, amelyekhez városi és a hozzájuk beosztott kisebb egyházközségek tartoznak. Az egyháznak 250 településen vannak tagjai.
Az egyházkerületek kialakításánál a történelmi hagyományokat vették figyelembe, de már többször módosították a felosztást, hogy figyelembe vegyék a tagság csökkenését. Az egyházkerületek 2018-ban: Nagyszeben, Segesvár (ide tartozik Szászrégen illetve Naszód vidéke is, valamint a bukovinai szórványgyülekezetek), Brassó (ide tartozik Bukarest is), Medgyes, Szászsebes. A Mária Terézia magyar királynő által elrendelt 1766. évi egyházi összeírásban a következő evangélikus káptalanok (traktusok, egyházmegyék) szerepelnek: medgyesi, szebeni, brassói vagy barcasági káptalan, besztercei, sebesi, segesvári, kőhalmi, selyki, nagysinki, bogácsi, bolkácsi, régeni, szentlászlói, tekei és sajói káptalanok; az utóbbi kettő a református püspök fennhatósága alá tartozott.

## Intézményei
Jóllehet az egyház kis létszámú, számos intézménnyel rendelkezik, amelyek lehetővé teszik a lelkészképzést és a vallásközi kapcsolatokban való részvételt. Ezekhez csatlakoznak az egyházhoz közel álló, ámde önálló intézmények is:
- az Erdélyi Evangélikus Akadémia,[21]
- a nagyszebeni Lucian Blaga Egyetem(wd) evangélikus teológiai kara[22]
- A Nagyszebeni Ökumenikus Kutatóintézet[23]

Az egyház saját intézményei:
- Kirchliche Blätter(wd), az egyház havi folyóirata
- a nagyszebeni Friedrich Teutsch Művelődési Központ (Friedrich Teutsch-ház); itt található az egyház múzeuma és központi levéltára[24]
- a Leitstelle Kirchenburgen projektiroda, amely a vártemplomok restaurálásával foglalkozik[25]
- a nagyszebeni Bach-kórus(wd) és a brassói ifjúsági Bach-kórus
- a brassói Honterus-egyházközség levéltára

## Finanszírozása
Az egyház több forrásból tartja fenn magát: a tagok önkéntes adományaiból, németországi egyházak adományaiból és pályázati forrásaiból, kisebb mértékben állami támogatásból, valamint a visszaszolgáltatott épületek bérbeadásából. A Világörökség részévé nyilvánított erődtemplomok turisztikai célú hasznosítása szintén egy kisebb bevételi forrást jelent. Ennek ellenére a visszaszolgáltatott egyházi ingatlanok fenntartása gyakran meghaladja a helyi kis közösségek anyagi lehetőségeit. Ezért új finanszírozási források bevonására van szükség ahhoz, hogy a 250 egyházi épület, mintegy 150 erődtemplom illetve az egyház tulajdonában levő erdők állagát meg tudják óvni. A városi illetve szórványgyülekezetek pénzügyi helyzete lényegesen eltér; míg Nagyszeben és Brassó számos értékes ingatlannal rendelkezik, templomaik vonzzák a turistákat, és állami illetve EU-s pályázatokra számíthatnak, élénk hitéletet élnek, és karitatív tevékenységet folytatnak, a kis létszámú gyülekezetek gyakran a templomot és plébániát sem tudják fenntartani.

## Fordítás
Ez a szócikk részben vagy egészben  az   Evangelische Kirche A.B. in Rumänien című német Wikipédia-szócikk ezen változatának fordításán alapul.  Az eredeti cikk szerkesztőit annak laptörténete sorolja fel. Ez a jelzés csupán a megfogalmazás eredetét és a szerzői jogokat jelzi, nem szolgál a cikkben szereplő információk forrásmegjelöléseként.